# 閉門法庭 (蘇格蘭)
閉門法庭（英語：Bill Chamber）前為蘇格蘭的一個法庭，通常被視作蘇格蘭高等民事法院的一部分，但實際上獨立於高等民事法院。該法庭處理上訴（suspension）、禁令（interdict）、破產（sequestration）等呈請，大致相當於美國及英格蘭法律中的閉門法庭（in camera）或內庭（in chambers）。